# Bayern Monachium (szachy)
Bayern Monachium – klub szachowy założony w 1980, sekcja Bayernu Monachium. Dziewięciokrotny mistrz Niemiec.

## Historia

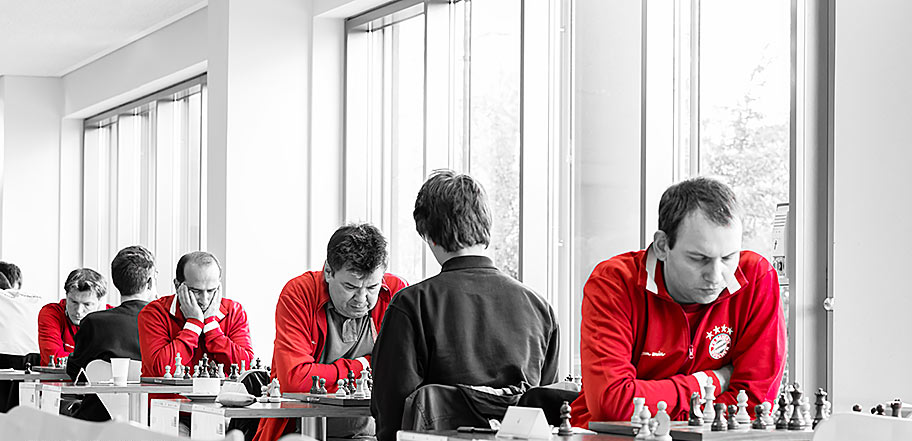
Mecz Hamburger SK–Bayern Monachium w Bundeslidze w 2015 roku

Klub jest następcą powstałego w 1908 roku SC Anderssen Bavaria Monachium i powstał w 1980 roku poprzez połączenie z Bavarią. Od początku powstania Bayern występował w Bundeslidze. W latach 80. i 90. klub dziewięciokrotnie zdobył mistrzostwo kraju (1983, 1985, 1986, 1989, 1990, 1991, 1992, 1993, 1995). Największym sukcesem klubu jest zdobycie Pucharu Europy w 1992 roku. Zawodnikami Bayernu byli wówczas m.in. Robert Hübner, Artur Jusupow i Zoltán Ribli. W 1995 roku drużyna wycofała się z Bundesligi, po czym występowała w Oberlidze oraz 2. Bundeslidze. W 2008 roku Bayern wrócił do Bundesligi.

## Kadra w sezonie 2019/2020
Źródło: FC Bayern München
- Niclas Huschenbeth
- Sebastian Bogner
- Miguel Santos Ruiz
- Valentin Dragnev
- Nico Georgiadis
- Noël Studer
- Klaus Bischoff
- Linus Johansson
- Michael Fedorovsky
- Alaksandr Zajogin
- Martin Lokander
- Zoltán Ribli
- Philip Lindgren
- Stefan Schneider
- Peter Meister
- Makan Rafiee
- Tino Kornitzky
- Andrij Manuczarian